# Anton Vakselj
Anton Vakselj [ánton vákselj], slovenski matematik, * 9. december 1899, † 24. marec 1987.
Anton Vakselj je na Univerzi v Ljubljani kot prvi matematik doktoriral leta 1923 pod mentorstvom Josipa Plemlja. V letih 1922-1924 se je izpoponjeval na Sorboni v Parizu. Vakselj je leta 1949 napisal enega prvih slovenskih visokošolskih učbenikov matematike. Drugega je istega leta napisal Ivan Vidav.